# Pelochrista kuznetzovi
Pelochrista kuznetzovi es una especie de polilla perteneciente al género Pelochrista, categorizada en la tribu Eucosmini, de la subfamilia Olethreutinae.

## Distribución
Se distribuye por Rusia.

## Taxonomía
Fue descrita por Kostyuk en 1975 y publicada por primera vez en Vestnik Zool. 1975 (6): 39.